# Storå, Lindesbergs kommun
Storå är en tätort i den norra delen av Lindesbergs kommun, belägen vid Råsvalens norra strand och omfattande Guldsmedshyttan som länge var ortens postadress. 
Genom orten rinner Storån, och Länsväg 871 går genom hela orten, ända upp till Ramsberg, där vägen delas.

## Befolkningsutveckling
| Befolkningsutvecklingen i Storå 1960–2020 | Befolkningsutvecklingen i Storå 1960–2020 | Befolkningsutvecklingen i Storå 1960–2020 | Befolkningsutvecklingen i Storå 1960–2020 | Befolkningsutvecklingen i Storå 1960–2020 |
| ----------------------------------------- | ----------------------------------------- | ----------------------------------------- | ----------------------------------------- | ----------------------------------------- |
|                                           |                                           |                                           |                                           |                                           |
| År                                        |                                           |                                           | Folkmängd                                 | Areal (ha)                                |
| 1960                                      | 1960                                      |                                           | 2 793                                     |                                           |
| 1965                                      | 1965                                      |                                           | 2 820                                     |                                           |
| 1970                                      | 1970                                      |                                           | 2 824                                     |                                           |
| 1975                                      | 1975                                      |                                           | 2 649                                     |                                           |
| 1980                                      | 1980                                      |                                           | 2 674                                     |                                           |
| 1990                                      | 1990                                      |                                           | 2 434                                     | 614                                       |
| 1995                                      | 1995                                      |                                           | 2 288                                     | 616                                       |
| 2000                                      | 2000                                      |                                           | 2 078                                     | 616                                       |
| 2005                                      | 2005                                      |                                           | 2 010                                     | 616                                       |
| 2010                                      | 2010                                      |                                           | 1 933                                     | 613                                       |
| 2015                                      | 2015                                      |                                           | 1 967                                     | 476                                       |
| 2020                                      | 2020                                      |                                           | 1 929                                     | 476                                       |
|                                           |                                           |                                           |                                           |                                           |

## Samhället
I Storå finns butiker, vårdcentral med apotek, äldreboendet Grönboda, bibliotek, förskola samt en grundskola för år 4–9. För skolår 7–9 är hela norra kommundelen skolans upptagningsområde.
Det finns också en järnvägsstation på Bergslagsbanan som byggdes ut till ett resecentrum hösten 2012.